# Elle King
Elle King, artiestennaam van Tanner Elle Schneider (Los Angeles, 3 juli 1989), is een Amerikaanse zangeres en actrice.

## Levensloop en carrière
King is de dochter van komiek Rob Schneider en model London King. In 1999 had ze een kleine rol in Deuce Bigalow: Male Gigolo, waarin haar vader de hoofdrol speelde. Haar debuutsingle was Good to be a man uit 2012. In februari 2015 kwam haar debuutalbum Love stuff uit, met daarop de single Ex's & oh's. Deze single bereikte de hitlijsten in de Verenigde Staten en Canada alvorens in Europa door te breken.
In 2018 verscheen haar tweede album Shake the spirit.

## Privé
King is moeder van een zoon. Ze was van 2016 tot en met 2017 getrouwd.

## Discografie
| Single met eventuele hitnotering(en) in de Nederlandse Top 40 | Datum van verschijnen | Datum van binnenkomst | Hoogste positie | Aantal weken | Opmerkingen |
| ------------------------------------------------------------- | --------------------- | --------------------- | --------------- | ------------ | ----------- |
| Ex's & oh's                                                   | 2015                  | 24-10-2015            | tip2            | -            |             |

| Single met hitnotering(en) in de Vlaamse Ultratop 50 | Datum van verschijnen | Datum van binnenkomst | Hoogste positie | Aantal weken | Opmerkingen                                  |
| ---------------------------------------------------- | --------------------- | --------------------- | --------------- | ------------ | -------------------------------------------- |
| Ex's & oh's                                          | 2015                  | 31-10-2015            | tip4            | -            |                                              |
| Not easy                                             | 2016                  | 10-12-2016            | 37              | 6            | met Alex Da Kid, X Ambassadors & Wiz Khalifa |
| Wild love                                            | 2017                  | 25-03-2017            | tip             | -            |                                              |

- Gemeinsame Normdatei: 106933314X
- International Standard Name Identifier: 0000 0004 4774 2036
- Library of Congress Control Number: no2015066916
- MusicBrainz: e7287972-ca8d-4133-a1d6-5446486ed075
- Virtual International Authority File: 315524132
- WorldCat: E39PBJfCpYyY69HdmbMKy8pQMP